# Grejohn Kyei
Grejohn Kyei (Gonesse, 12 agosto 1995) è un calciatore francese di origine ghanese, attaccante dello Standard Liegi.

## Carriera

### Club
Cresciuto nel settore giovanile del Reims, compie il suo esordio professionistico il 12 aprile 2015, nella partita persa per 0-1 contro il Nizza, sostituendo al 74º minuto Nicolas de Préville; segna invece la prima rete il 23 maggio, nella sconfitta per 3-2 contro il PSG.
Nel corso dell'estate del 2017 rinnova il contratto con i biancorossi fino al 2020.
Il 29 agosto 2018, dopo aver conquistato la promozione in Ligue 1, viene ceduto in prestito al Lens.
Il 23 agosto 2019 rescinde definitivamente il contratto col Reims e si aggrega al Servette appena promosso in prima divisione svizzera.

### Nazionale
Nel 2015 ha giocato una partita nella nazionale francese Under-21, segnandovi anche una rete.

## Statistiche

### Presenze e reti nei club
Statistiche aggiornate al 2 febbraio 2023.
| Stagione             | Squadra              | Campionato           | Campionato | Campionato | Coppe nazionali | Coppe nazionali | Coppe nazionali | Coppe continentali | Coppe continentali | Coppe continentali | Altre coppe | Altre coppe | Altre coppe | Totale | Totale |
| Stagione             | Squadra              | Comp                 | Pres       | Reti       | Comp            | Pres            | Reti            | Comp               | Pres               | Reti               | Comp        | Pres        | Reti        | Pres   | Reti   |
| -------------------- | -------------------- | -------------------- | ---------- | ---------- | --------------- | --------------- | --------------- | ------------------ | ------------------ | ------------------ | ----------- | ----------- | ----------- | ------ | ------ |
| 2014-2015            | Stade Reims          | L1                   | 3          | 1          | CF+CdL          | 1+0             | 1+0             | -                  | -                  | -                  | -           | -           | -           | 4      | 2      |
| 2015-2016            | Stade Reims          | L1                   | 16         | 3          | CF+CdL          | 0+1             | 0               | -                  | -                  | -                  | -           | -           | -           | 17     | 3      |
| 2016-2017            | Stade Reims          | L2                   | 28         | 7          | CF+CdL          | 1+1             | 0+1             | -                  | -                  | -                  | -           | -           | -           | 30     | 7      |
| 2017-2018            | Stade Reims          | L2                   | 27         | 3          | CF+CdL          | 0+2             | 0               | -                  | -                  | -                  | -           | -           | -           | 29     | 3      |
| ago. 2018            | Stade Reims          | L1                   | 1          | 0          | CF+CdL          | 0+0             | 0               | -                  | -                  | -                  | -           | -           | -           | 1      | 0      |
| Totale Stade Reims   | Totale Stade Reims   | Totale Stade Reims   | 75         | 14         |                 | 6               | 2               |                    | -                  | -                  |             | -           | -           | 81     | 16     |
| ago. 2018-2019       | Lens                 | L2                   | 20+1       | 4          | CF              | 3               | 1               | -                  | -                  | -                  | -           | -           | -           | 24     | 5      |
| 2019-2020            | Servette             | ASL                  | 23         | 4          | CS              | 1               | 0               |                    | -                  | -                  |             | -           | -           | 24     | 4      |
| 2020-2021            | Servette             | ASL                  | 33         | 12         | CS              | 3               | 2               | UEL                | 2                  | 0                  |             | -           | -           | 38     | 14     |
| 2021-gen. 2022       | Servette             | ASL                  | 16         | 6          | CS              | 2               | 0               | UECL               | 2                  | 1                  |             | -           | -           | 20     | 7      |
| Totale Servette      | Totale Servette      | Totale Servette      | 72         | 22         |                 | 6               | 2               |                    | 4                  | 1                  |             | -           | -           | 82     | 25     |
| gen.-giu. 2022       | Clermont Foot        | L1                   | 14         | 0          | CF              | 0               | 0               |                    | -                  | -                  |             | -           | -           | 14     | 0      |
| 2022-2023            | Clermont Foot        | L1                   | 20         | 3          | CF              | 1               | 0               |                    | -                  | -                  |             | -           | -           | 21     | 3      |
| Totale Clermont Foot | Totale Clermont Foot | Totale Clermont Foot | 34         | 3          |                 | 1               | 0               |                    | -                  | -                  |             | -           | -           | 35     | 3      |
| Totale carriera      | Totale carriera      | Totale carriera      | 201+1      | 43         |                 | 16              | 5               |                    | 4                  | 1                  |             | -           | -           | 222    | 49     |

## Palmarès

### Club

#### Competizioni nazionali
- Ligue 2: 1

Stade Reims: 2017-2018